# Zeeland (kasteel)
Het kasteel Zeeland of Hoberg stond in de Nederlandse buurtschap Zeeland, provincie Gelderland. 

## Geschiedenis
In 1307 werd Otto van Bylant beleend met 93 morgen land in Zeeland. De heerlijkheid Zeeland werd in 1348 een leen van de heren Van Bergh, dankzij het huwelijk van Sophia van Bylant met Willem van Bergh. In 1406 kwam de heerlijkheid in eigendom van Willem van Appeltern, maar zijn zoon verkocht in 1438 alle Zeelandse bezittingen aan Elbert van Alphen.
Elbert liet Zeeland na aan zijn dochter. Via haar kwam het kasteel met de heerlijkheid in 1555 terecht bij Dirk van Bronckhorst van Batenburg.
In 1660 werden de bezittingen gekocht door Vincent Bernard van Tondy. Toen hij een inventarisatie maakte van zijn goederen, bleek er geen kasteel meer te staan. Waarschijnlijk was kasteel Zeeland al verwoest tijdens de Tachtigjarige Oorlog.
Johan van Motzfeld kocht in 1706 de heerlijkheid aan. Zijn nazaat Elisabeth van Motzfeld trouwde in 1770 met Friedrich Wilhelm Zur Lippe-Biesterfeld, waardoor Zeeland bij de familie Zur Lippe-Biesterfeld terechtkwam. 
Op de plek van het verwoeste kasteel was in de 18e eeuw de boerderij Groot Zeeland gebouwd. De jaartalankers op een van de schuren gaven 1773 aan.
In 1832 stond Johan Karel van Lippe-Biesterveld als eigenaar in de boeken. Zijn dochter Amalie trouwde met prins Karl von Waldeck, en toen zij in 1879 overleed, kwam Zeeland in eigendom bij hun zoon Heinrich. Hij wilde Zeeland verkopen, maar dat lukte niet, waarna hij in 1894 het goed verpachtte aan Gerhard Remy. Vijf jaar later kon Remy de Zeelandse goederen aankopen.
Tijdens de Tweede Wereldoorlog werd de boerderij Groot Zeeland ingericht als hospitaal voor de Duitse Wehrmacht.
De bezittingen zijn in de loop van de 20e eeuw opgesplitst tussen de nazaten van Gerhard Remy. Een van zijn kleinzonen bewoonde nog tot 1976 de boerderij Groot Zeeland en exploiteerde er enige jaren een camping. In dat jaar brandde de boerderij grotendeels af, waarna in 1983 op de fundamenten een nieuw woonhuis werd opgetrokken door een andere eigenaar. Leden uit de familie Remy bleven nog wel in bezit van andere voormalige Zeelandse goederen.

## Beschrijving
Het kasteelterrein bestond waarschijnlijk uit een hoofdburcht en een voorburcht. De totale afmeting bedroeg, inclusief de grachten, 139 bij 105 meter. Vanwege de wallen en grachten moet het om een versterkt kasteel zijn gegaan. De grachten waren begin 19e eeuw nog aanwezig. In 1983 waren er nog slechts drooggevallen restanten van deze grachten over, die nadien zijn dichtgegooid.
Bij de heerlijkheid Zeeland behoorden nog diverse hoeves, zoals de Zeelandsche Hof en Klein Zeeland.
Aalst · Aardenburg · Acquoy · Aerdt · Agistaldaburg · Ahof · Aldenhaag · Aller · Ambe · Ammersoyen · Ampsen · Andelst · Angeroyen · Appelburg · Appelse walburg · Appeltern · Arler · Baak · Babberich · Baer · Baerle · Bakerbosch · Balgoij · Barlham · Batenburg · Beek · Beerenclaauw · Bemmel · Bevervoorde · Bergh · Biljoen · Bingerden · Blankenborg (Laren) · Blankenborg · Blauwe Huis · Blokhuis (Ravenswaaij) · Boelenham · Boetselaersborg · Borculo · Boswaai · Brakel · Den Brakel · Den Bramel · Bredevoort · Broekhuizen · Bronkhorst · Bruchem · Bruinhorst · Brunsberg · Bulkestein · Bunswaard · Burcht van Tiel · Buren · De Buurse · Byland · Byvanck · Caetshage · Camphuysen · De Cannenburch · de Cloese · Coldenhove · Culemborg · Dedinckweerd · Delwijnen · Didam · Diepenbroek · Hof te Dieren · Huis Dijck · Dikke Tinne · Doddendaal · Dodewaard · Doornenburg · Doornik · Doorwerth · Dooyenburg · Dorth · Doseburg · Drakenburg · Dreumel · Druten · Duivelshuis · Eerbeek · De Ehze · Elburg · Eldrik · Emmerik · Engelenburg · Groot Engelenburg · Engelrode · Enghuizen · Enspijk · De Essenburgh · Essenpas · Est · Fokkinck · Gameren · Geerestein · Geldermalsen · De Gelderse Toren · Geldersweerd · Gellicum · Gendt · Gennepestein · Glindhorst · Goudenstein · ‘s-Grevenhoef · Groot Hell · Groenlo · Groesbeek · Huis te Groesbeek · Grunsfoort · Gulden Spijker · Hackfort · Hackforts Veenhuis · Hagen · Hagevoort · Hamerden · Hanepol · Harreveld · Harslo · Hassink · Het Haveke · Hedel · Heeckeren · De Heegh · Hees · De Heest · Hellouw · Hemmen · Hernen · Motte van Hernen · Heumen · Heusden · Hoekelum · Hoekenburg · De Hoeve · De Hof · Hof d'Ooy · Hof van Arkel · Huis het Holt · Holthuis · Het Holtslag · Ter Horst · Houberg · St. Hubertus · Huissen · Hulhuizen · Hulkestein · Hulsen · Hunneschans bij De Duno · Hunneschans bij Uddel · Jonker Bloo · 't Joppe · De Kamp · Karssenberg · Kemnade · Keppel · Kermestein · Kernhem · Kervel · Kiefskamp · De Kinkelenburg · Klein Enghuizen · Kleverburg · Kortenhoeve · Laag Helbergen · Lakenburg · Landfort · Langen · Latenstein · De Lathmer · Lathum · Ter Lede · Leegpoel · Leemcuyl · Leeuwen · Leeuwenbergh · Lensenburg · Lent · Leur · Leuvenum · Leyenburg · Lichtenvoorde · Lievenstein · Loenen · Loevestein · Loil · Loowaard · Luynhorst · Hof te Maasbommel · Magerhorst · Malburgen · Malderburcht · Malsen · Manhorst · Marhulsen · De Marsch · Marveld · Mathena · Maurik · Medel · Medestein · 't Medler · Meinerswijk · De Mellard · Mensink · Mergelp · Meteren · 't Meyerink · Middachten · Millingen · Mussenberg · Nagelhorst · Nederhagen · Nederhemert · Neerijnen · Huis Neerijnen · De Nesch · Nettelhorst · Nieuwe Blokhuis ·  Nijburg · Nijenbeek · Old Putten · Notenstein · Nye Huis · Olde Spijker · Oldenaller · Oldenhof (Driel) · Oldenhof (Heteren) · De Ooij · Oolde · Oud Oolde · Oosterhout · Ophemert · Opijnen · Oud Ampsen · Oude Blokhuis · Het Oude Loo · Oude Voorst · Oudenborch · Oud-Wisch · Huis te Overasselt · Overeng · Overhagen · Overlaar · 't Oye · Palmestein · De Parck · Persingen · Plekenpol · Ploen · Pluimenburg · Poederoijen · Poelwijck · Poelwijk · De Pol (Dreumel) · Huis de Poll (Huis te Gietelo) · De Poll (Huissen) · Pollenbering · Pollenstein · Puttenstein · Het Raasink · Ravenhorst · De Rees · Ressen · Reuversweerd · Reygersfoort · Rhijnestein · Huis Rijswijk · Rode Toren · Roode Wald · Rosande · Rosendael · Rossum · Rumpt · Ruurlo · Rijsselt · Schadewijk · Schaffelaar · Scherpenzeel · Schoonbroek · Schoonderbeek · Schoonenburg · Schuilenburg · Schuilkerke · Hof te Seelbeek · Sevenaer I · Sevenaer II · Sinderen (Oude IJsselstreek) · Sinderen (Voorst) · Slangenburg · Sleeburg · Slimsijp · De Snor · Soelen · Spaansweerd · Spaldorp · Spijk · Staverden · Sterkenburg · Swanepol · Tarthorst · Teisterbant (Kerk-Avezaath) · Teisterbant (Kerkdriel) · Ter Dicke · Tolhuis · Tolhuis (Tiel) · Tollenburg · Tongerlo · Toren van Wely · Tuil · Ubbergen · Uilenburg (Ewijk) · Uilenburg (Heteren) · Ulenpas · Ulft · Upladen · Valburg · Valkhofburcht · Valkhofpalts · Vanenburg · Varik · Hof te Varsseveld · 't Velde · Velhorst · Verwolde · Vierakker · De Voorst · Voorstonden · Vorden · Vosbergen · Vredenburg · Vredestein (Driel) · Vredestein (Ravenswaaij) · Vuren · Waardenburg · Waddestein · Wadenoijen · Waede · Wageningen · Walfort · 't Waliën · De Wardt · Watergoor · Watermeerwijk · Wayenstein (Huis te Herwijnen) · Well (Huis van Malsen) · Weijenrade · Westenburg · Westerholt · Weurt · De Wiersse · Wijenburg (Echteld) · De Wildenborch · De Wildt · Wilp · Wilperhorst · Winssen · Wisch · Wychen · Wolfswaard · Woolbeek · Yrst · IJzendoorn · Zeeland · Zilveren Spijker · Zuilichem · Zwaluwenburg · Zwanenburg (Heerde) · Zwanenburg (Megchelen)